# Arnaldo Nebbia
Arnaldo Nebbia (Casale Monferrato, 24 luglio 1906 – Casale Monferrato, 15 giugno 1965) è stato un calciatore italiano, di ruolo attaccante.
È ricordato come Nebbia I per essere distinto dal fratello minore Luigi Gioacchino, anch'egli calciatore.

## Carriera
Vanta 12 presenze e una rete in Divisione Nazionale con Casale e Alessandria, oltre 2 gare in Serie A con il Casale nella stagione 1931-1932. Dopo una stagione da 13 presenze e 2 gol in Serie B con la maglia dell'Atalanta, nel 1930 passa al Perugia, ed infine torna al Casale dove rimane fino al 1938.